# Гайгерлох
Гайгерлох (нім. Haigerloch) — місто в Німеччині, знаходиться в землі Баден-Вюртемберг. Підпорядковується адміністративному округу Тюбінген. Входить до складу району Цоллернальб.
Площа — 76,46 км2. Населення становить 10 775 ос. (станом на 31 грудня 2020).

## Географії

### Адміністративний поділ
Місто  складається з 9 районів:
- Бад-Імнау
- Біттельбронн
- Груоль
- Гарт
- Гайгерлох
- Овінген
- Штеттен
- Трілльфінген
- Вайльдорф